# North Battleford
Pour les articles homonymes, voir North Battleford (homonymie).
North Battleford est une ville du centre de la province de la Saskatchewan, au Canada. Elle se situe sur la rive nord de la rivière Saskatchewan Nord, face à la ville jumelle de Battleford. Les deux villes sont desservies par la route transcanadienne Yellowhead qui les relie à Saskatoon au sud-est et Lloydminster au nord-ouest. North Battleford et Battleford réunies comptent 18 236 habitants en 2021. 
La ville était classé au premier rang des villes au taux de criminalité le plus élevé selon le magazine anglo-canadien Maclean's.

## Administration
| 2009-2016    | 2016-2020  | 2020-2024    | 2024-2028    |
| ------------ | ---------- | ------------ | ------------ |
| Ian Hamilton | Ryan Bater | David Gillan | Kelli Hawtin |
| [ 3 ]        | [ 4 ]      | [ 5 ]        | [ 6 ]        |

## Démographie
Le recensement de 2011 y dénombre 13 888 habitants tandis que son agglomération en regroupe 19 216.
| 1971   | 1976   | 1981   | 1986   | 1991   |
| ------ | ------ | ------ | ------ | ------ |
| 12 698 | 13 158 | 14 032 | 14 876 | 14 348 |

| 1996   | 2001   | 2006   | 2011   | 2016   |
| ------ | ------ | ------ | ------ | ------ |
| 14 051 | 13 692 | 13 190 | 13 888 | 14 315 |

| 2021   | - | - | - | - |
| ------ | - | - | - | - |
| 13 836 | - | - | - | - |

## Personnalités

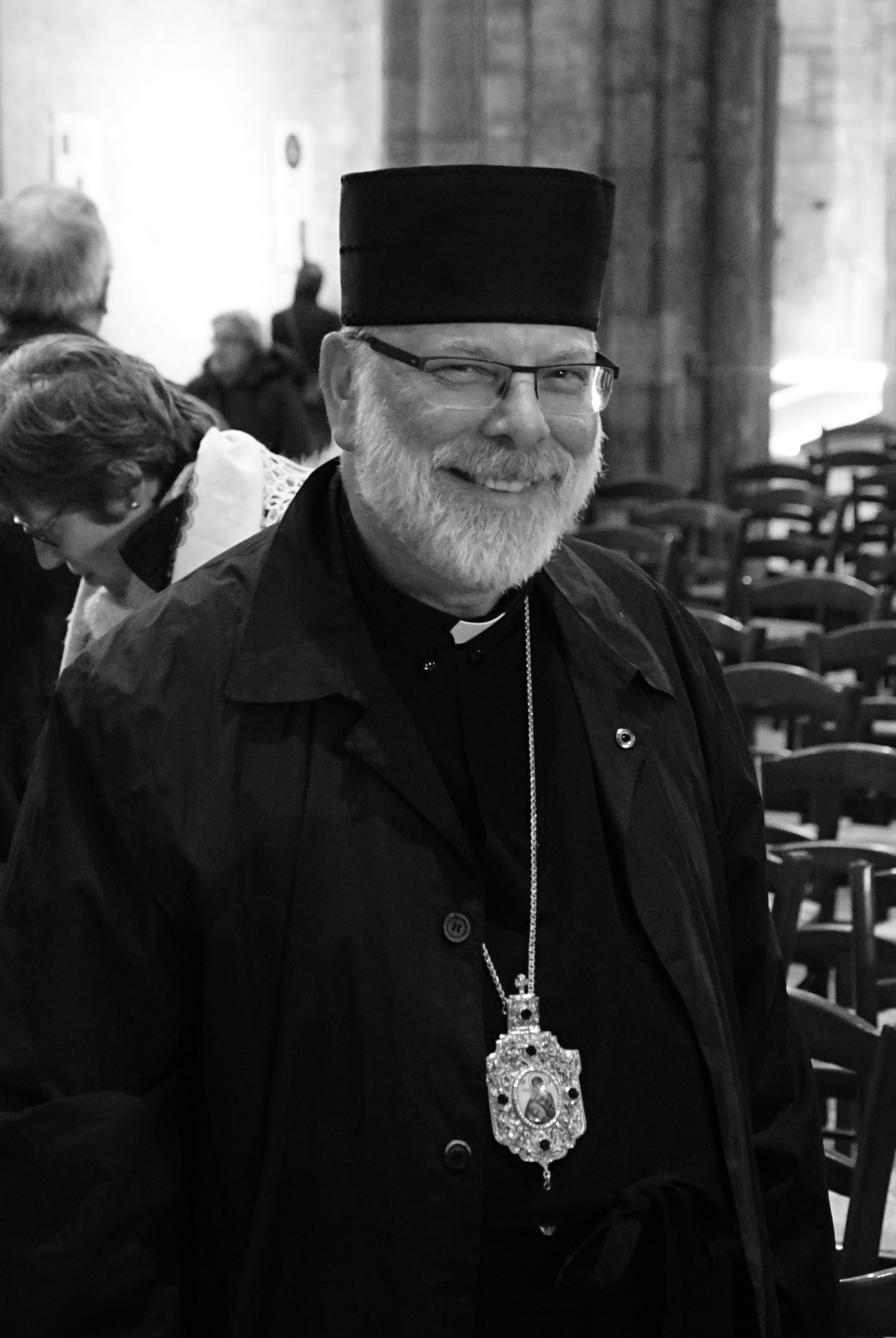
Kenneth Nowakowski, évêque de l'Éparchie de la Sainte-Famille de Londres des Ukrainiens.

- Kenneth Nowakowski, évêque de l'Éparchie de la Sainte-Famille de Londres des Ukrainiens

## Galerie

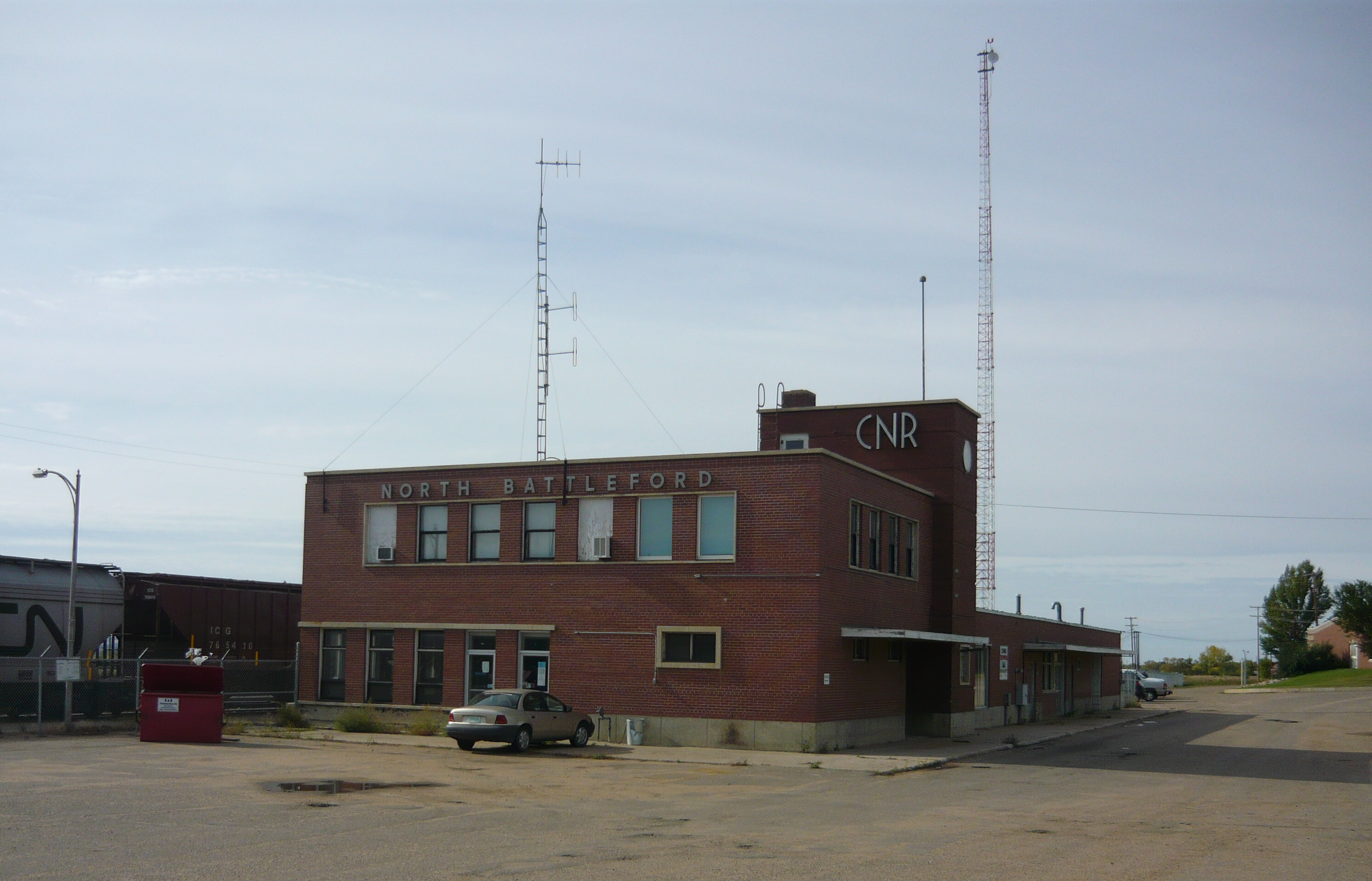
Ancienne gare du Canadien National.

Ù